# 攝龜屬
攝龜屬（Cyclemys），或稱齒緣攝龜屬、亞洲葉龜，是地龜科下的一個屬。該屬的龜都是淡水龜，常見於南亞及東南亞地區，現有7種。

## 命名
攝龜屬位於地龜科下的地龜亞科中，是由英國動物學家貝爾在1834年首次描述的。 攝龜屬及其近緣屬（閉殼龜屬、鋸緣攝龜屬和果龜屬）被認為都有同樣的東方龜屬祖先。

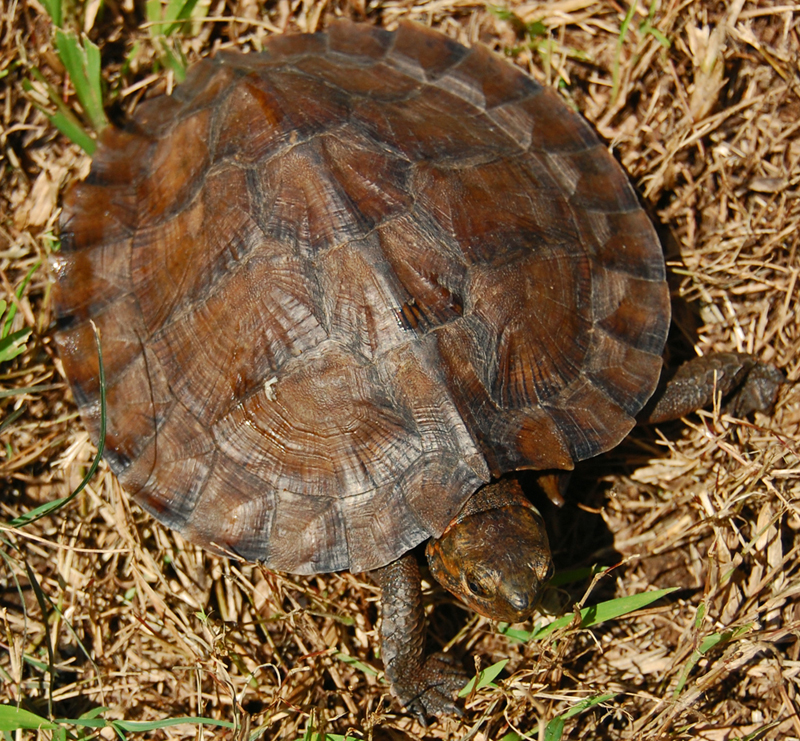
攝龜屬典型的圓形龜殼，這是一隻成年的齒緣攝龜

因為各個種之間太過相似，攝龜屬的分類和種系發生曾經一時糾纏不清。 很久之後才得出該屬在形態學上只有齒緣攝龜和歐氏攝龜這兩個可分辨的類型。 再後來才將該屬擴充到有7個種，不過這之中仍有爭議，譬如白舌攝龜、黑橋攝龜和美麗攝龜的名稱合法性還存在爭議。
根據線粒體DNA測序，之前確定的條頸攝龜（Cyclemys tcheponensis）和緬甸攝龜（Cyclemys shanensis）都已被合併到歐氏攝龜之下。而其原來所描述的形態學差異並不足以將之劃分為兩個不同的種。 其他一些舊種也做了移動調整。
攝龜屬歸類的區分主要取決於其胸甲的顏色：美麗攝龜、黑橋攝龜、齒緣攝龜的胸甲都是黃色的，而白舌攝龜、灰舌攝龜、印度攝龜、歐氏攝龜則是黑的。
攝龜屬的屬名Cyclemys來自於希臘語κύκλος（意為“圓”或者“週期”，指的是它們的龜殼）和εμύς（意為“淡水龜”）。 英語中常稱Asian leaf turtles（亞洲葉龜）或leaf turtles（葉龜），原因就是它們的殼外表與樹葉相似。不過地龜屬、擬水龜科的安南龜及其他龜類也有稱葉龜的。

## 描述

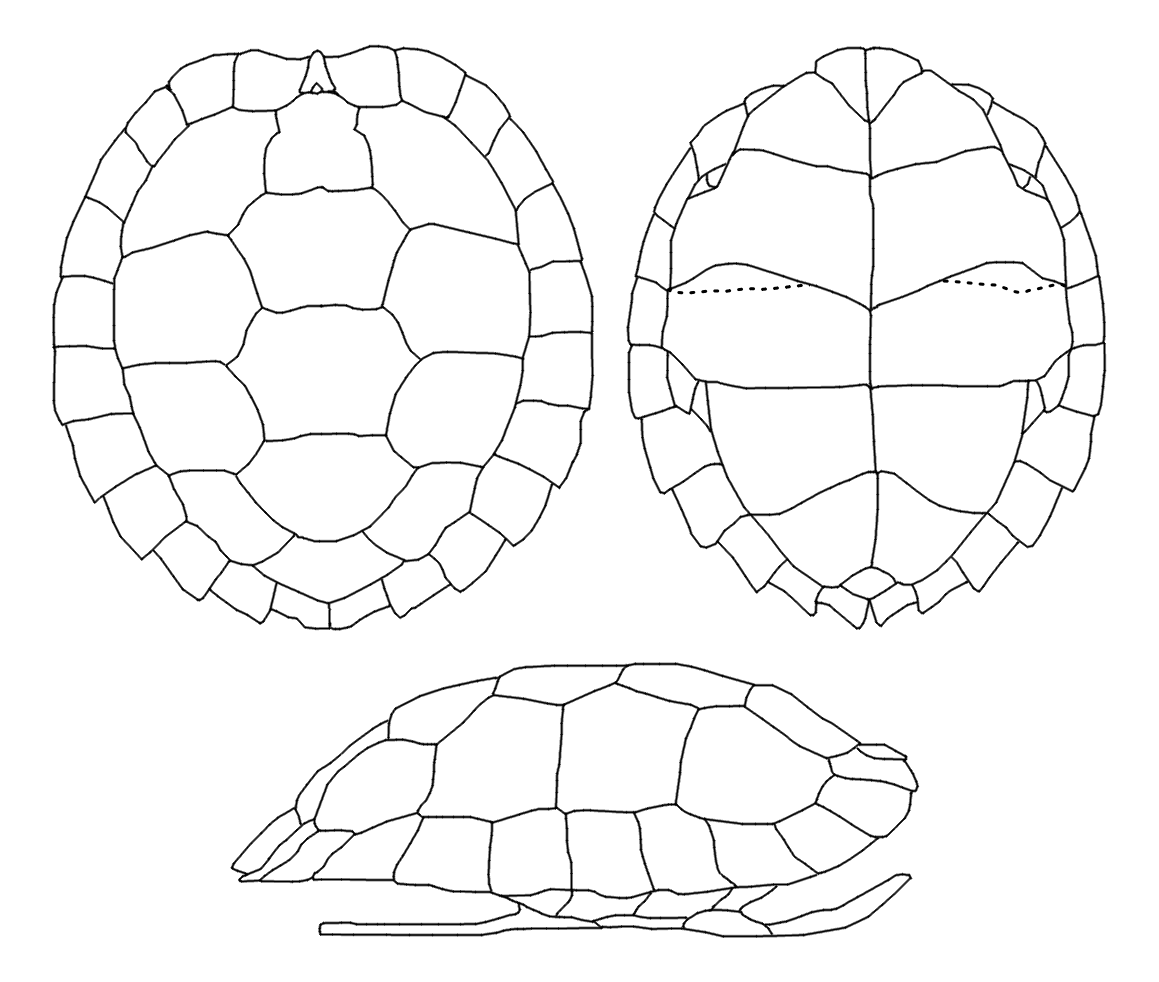
龜殼盾板（左上）和胸甲（右上）的圖案，下方則是其腹盾板（只能用於區分成年龜）

攝龜屬的龜可以依靠其殼的圓與否來區分，其殼的顏色也有深綠、淺褐和橄欖等諸多色彩。齒緣狀的腹側盾板常見於接近成年的攝龜身上，成年龜只有身體後半部份的盾板才有齒緣。
成年攝龜的前後兩部份胸甲會彌合在一起，但不像其親緣閉殼龜屬那樣， 攝龜的胸甲彌合並不完全。 這一構造可能有助於成年雌性龜產卵。 這一屬最明顯的特徵之一也就是彌合不完全導致的腹側生出附加的小型三角盾板。
攝龜屬屬於曲頸龜亞目，可以將脖頸直接縮回殼內。有些種類的頭部有紅或橙色條紋，有些則沒有，其胸甲有從中心向四周輻射出的細線。 其足有蹼，適於兩栖，攝龜可以長到25（9.8英寸）長。
攝龜屬的龜在7至12歲時性成熟，雄性要早於雌性。 兩性異形在攝龜身上體現得十分明顯。 雌性通常一次會產下10至15枚卵。
一隻人工飼養的齒緣攝龜曾活了將近15年， 但是有更加長壽的記錄，因此其實際情況不能確定。

## 分佈與習性

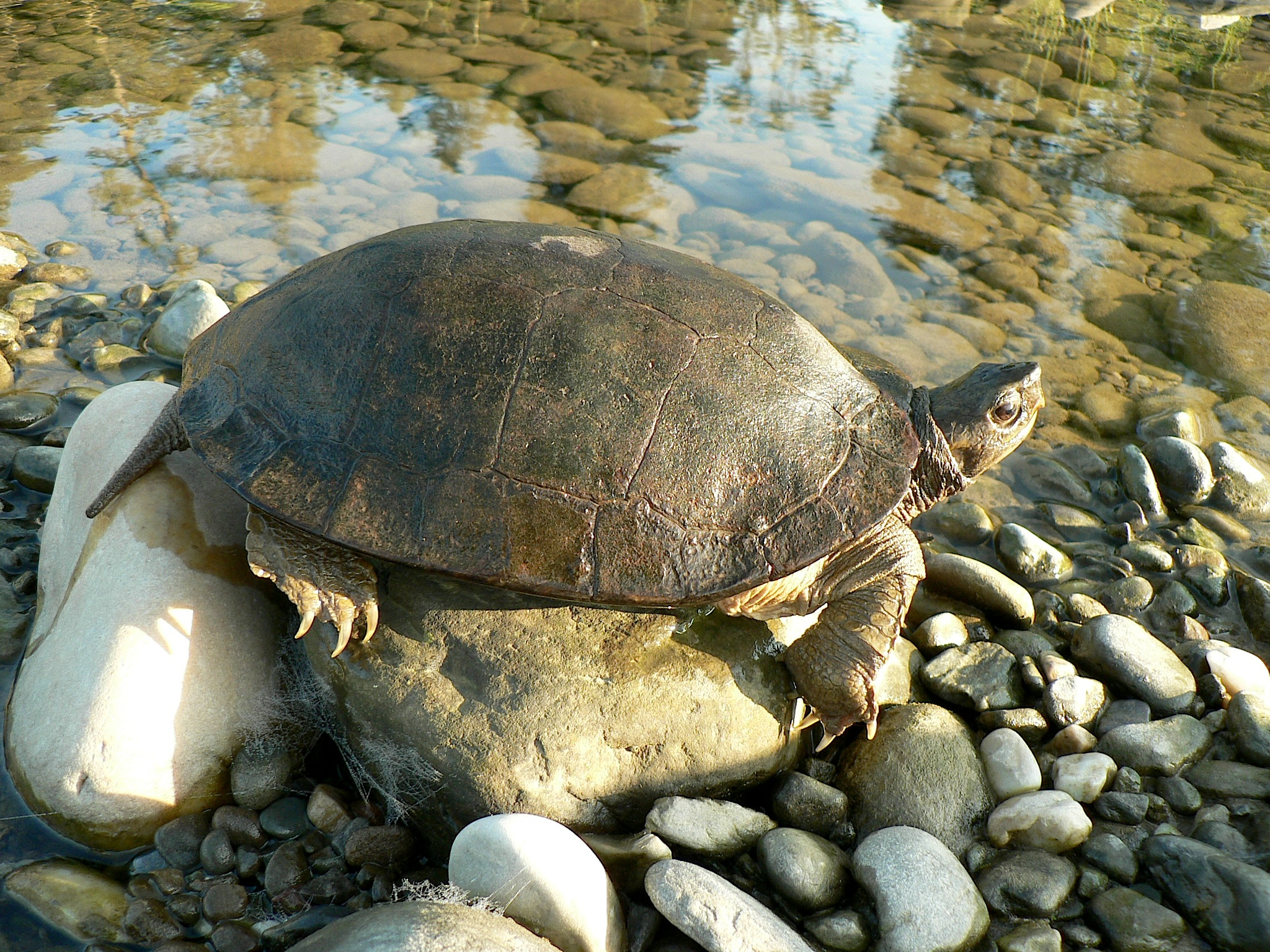
印度阿魯那恰爾邦東卡門縣一家虎類保護區內長流河中的攝龜

攝龜屬下各種龜的具體分佈尚不明確，不過其總體常見於南亞及東南亞國家。
成年的攝龜大多數時間都生活在陸地上，出沒於池塘、溪流和其他山地叢林的慢流的淺水附近。 它們常見於低海拔地區，不過即使海拔1,000（3,300英尺）以上的地區也有其蹤跡。
攝龜屬的龜是雜食動物， 接近成年的個體更偏愛肉食，而又因其偏愛的多是水生生物，故而幼年個體更常見於水中。

## 種
攝龜屬的各個種依靠成年體的特徵和已知的地理分佈來區分。 在形態學上主要可分為兩大類。

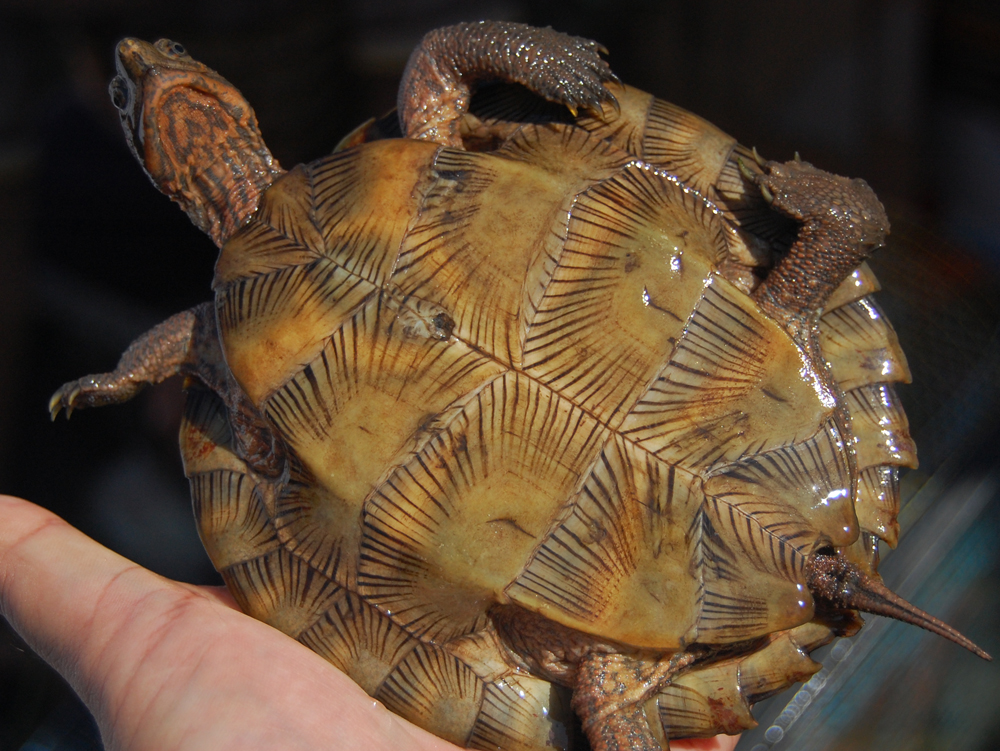
一隻接近成年的齒緣攝龜黃色的胸甲

### 黃腹種
- 黑橋攝龜（Cyclemys atripons Iverson & McCold, 1997）：背殼淺紅褐色、橢圓至瘦長、可能有輻射狀黑色圖案。胸甲大多都是黃色的，可能有輻射狀黑色圖案。頭部有斑點，咽部呈黃色。脖頸有條紋。其通用名“黑橋”指的是其胸甲和背殼連接處有黑色條紋或純黑色的彎曲部份（“橋”）。[1][12][24] 出現於柬埔寨、泰國南部和越南。[10]

- 齒緣攝龜（Cyclemys dentata Gray, 1831）：背殼深褐色、可能有輻射狀黑色圖案。胸甲大部份是黃色的、可能有輻射狀黑色圖案。頭部有斑點，咽部有深黃色條紋。脖頸有條紋。“橋”部呈黃色，可能有輻射狀黑色圖案。[1] 在寵物市場上，齒緣攝龜是最受歡迎的一種攝龜。發現於孟加拉國、[25] 汶萊、印度尼西亞、馬來西亞、菲律賓、[26]新加坡、印度北部和泰國。[27]

- 美麗攝龜（Cyclemys pulchristiata Fritz, Gaulke, and Lehr 1997）：背殼淺紅褐色、橢圓至瘦長、可能有輻射狀黑色圖案。胸甲大多都是黃色的，可能有短粗的線條。頭部有斑點，咽部呈黃色。脖頸有條紋。“橋”部呈黃色，有黑色條紋，也有呈純黑色的個體。與黑橋攝龜極為相似，需要用基因採樣才能具體確定。[1][24] 發現於柬埔寨和越南。[1][24]

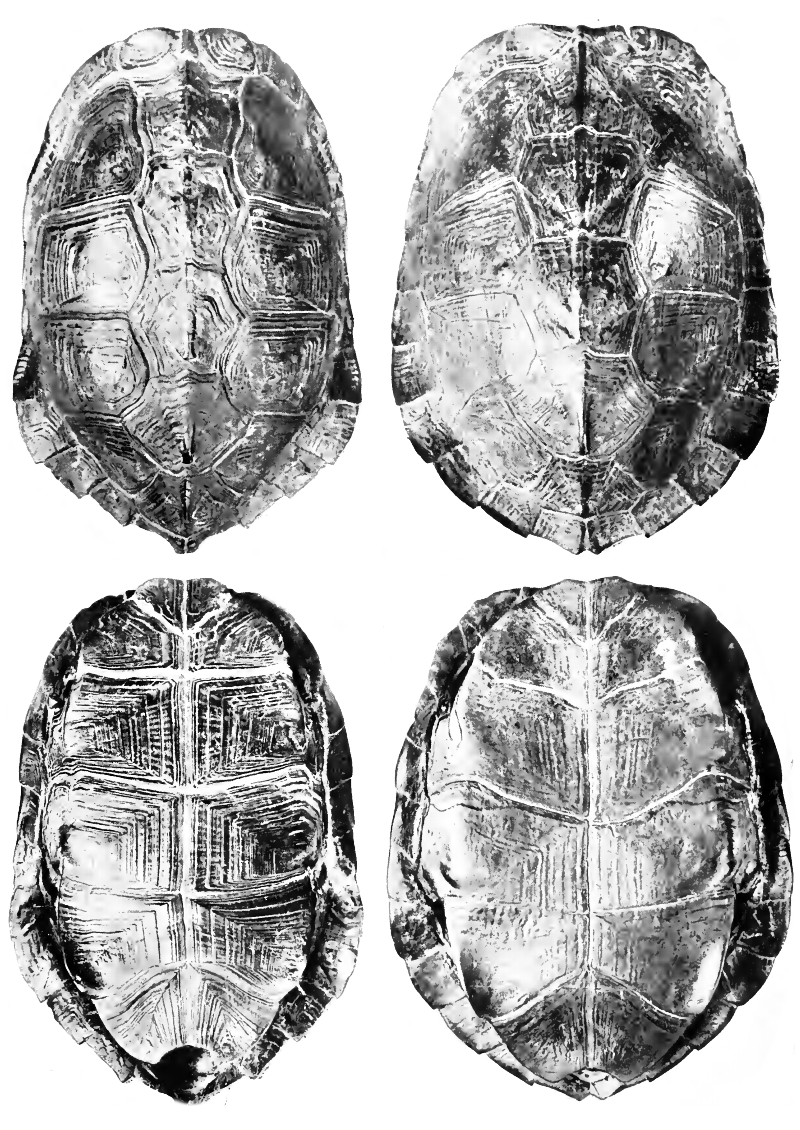
歐氏攝龜的背殼（上方）和胸甲（下方），實際上左側的雌性個體大於右側的雄性個體

### 黑腹種
- 白舌攝龜（Cyclemys enigmatica Fritz, Guicking, Auer, Sommer, Wink & Hundsdörfer, 2008）：背殼深黑色或稍微發紅、橢圓形，成年體沒有圖案。胸甲深褐色或黑色，可能有密集的黑色輻射狀圖案。頭部可能是日曬色或者微發紅的褐色，咽部和脖頸都是深色的。“橋”部深褐色或黑色。[1] 其分佈區與齒緣攝龜重疊。[29][30]

- 灰舌攝龜（Cyclemys fusca Fritz, Guicking, Auer, Sommer, Wink & Hundsdörfer, 2008）：背殼深黑色、橢圓形，成年體沒有圖案。胸甲深褐色或黑色，可能有密集的黑色輻射狀圖案。頭部淺黃綠色，咽部和脖頸都是深色的。“橋”部深褐色或黑色。[1][16] 發現於緬甸，也可能存在於附近的印度和孟加拉國地區。[31]

- 印度攝龜（Cyclemys gemeli Fritz, Guicking, Auer, Sommer, Wink & Hundsdörfer, 2008）：成年體背殼沒有圖案、瘦長並可能兩邊平行。胸甲沒有圖案，呈深褐色。頭部黑色，咽部和頸部都是深色的。“橋”部也是深褐色的。[1][16]發現於孟加拉國和印度部份地區。[32]

- 歐氏攝龜（Cyclemys oldhamii Gray, 1863）：背殼深褐色、矩形、成年體沒有團。胸甲成深褐色或黑色，可能有密集的黑色輻射狀圖案。頭部有斑點，咽部深色。頸部可能有條紋。“橋”部呈黑色或褐色。[1] 發現於柬埔寨、[24] 印度尼西亞、老撾、緬甸、馬來西亞部份地區、泰國、越南、印度部份地區和尼泊爾。[21][33]

## 保護現狀
攝龜屬的龜常備捕捉作為寵物、食物或用作傳統醫藥材料。 2007年5月，中華人民共和國廣東省陽江市查處了藏有超過3000隻攝龜以及閉殼龜的條板箱。
因為命名混亂和區分不易，IUCN的評定工作也不易展開。 1991年，IUCN給出的評價是需要一定的保護。 現在該屬龜類的評級工作仍未完成。
其被列為《瀕危野生動植物種國際貿易公約》附錄二的物種，被限制出口及貿易。

## 外部連結
- Care Sheets for Asian leaf turtles （页面存档备份，存于）
- Asian leaf turtles - Cyclemys （页面存档备份，存于）
- Video of a pet Cyclemys dentata （页面存档备份，存于）